# Tugu (Buayan)
Tugu is een bestuurslaag in het regentschap Kebumen van de provincie Midden-Java, Indonesië. Tugu telt 3907 inwoners (volkstelling 2010).